# Shannonomyia haitensis
Shannonomyia haitensis är en tvåvingeart som beskrevs av Alexander 1939. Shannonomyia haitensis ingår i släktet Shannonomyia och familjen småharkrankar.
Artens utbredningsområde är Haiti. Inga underarter finns listade i Catalogue of Life.